# Cercemaggiore
Cercemaggiore – miejscowość i gmina we Włoszech, w regionie Molise, w prowincji Campobasso.
Według danych na rok 2004 gminę zamieszkiwały 4274 osoby, 76,3 os./km².